# Melanitis destitans
Melanitis destitans är en fjärilsart som beskrevs av Hans Fruhstorfer 1908. Melanitis destitans ingår i släktet Melanitis och familjen praktfjärilar. Inga underarter finns listade i Catalogue of Life.